# Jutrima
Jutrima je deveti samostalni album hrvatskog glazbenika Jasmina Stavrosa koji je izašao 2000. u izdanju diskografske kuće Tonike/Croatia Recordsa. Album je pop žanra. 
Na snimanju su sudjelovali Jole, V. Pavelić - Bubi i dr.

## Popis pjesama
Pjesme je producirao i aranžirao Fedor Boić.
1. Otkad tebe nema (glazba i stihovi Fedor Boić)
2. Aj aje aja je (glazba i stihovi Đorđe Novković)
3. Živo mi se fućka (glazba i stihovi Denis Dumančić)
4. Bila je... (glazba i stihovi Fedor Boić)
5. Neka vjetar nosi sve (glazba i stihovi A. Raguž)
6. Kocka šećera (glazba Tonći Huljić - stihovi Vjekoslava Huljić), gost pjevač na pjesmi - Jole
7. Što mi je trebalo (glazba i stihovi Fedor Boić)
8. Ti si s drugim (glazba Đorđe Novković - stihovi Zlatko Sabolek)
9. Varao sam te (glazba Đorđe Novković - stihovi Fayo)
10. Pitaju me (glazba i stihovi Fedor Boić)

Pjesma Kocka šećera bila je na Zadarfestu 2000. godine.
Pjesma Pitaju me bila je na Hrvatskom radijskom festivalu 2000. godine.
Uspješnica s ovog albuma je pjesma Kocka šećera.

## Vanjske poveznice
- Diskografija
- Spotlight Ezine  Arhivirana inačica izvorne stranice od 1. studenoga 2011. (Wayback Machine)